# Aristide Baghetti
Aristide Baghetti (* 25. Februar 1874 in Civitavecchia; † 21. März 1955 in Mailand) war ein italienischer Schauspieler.

## Leben
Baghetti diplomierte als Ingenieur und arbeitete zunächst für das Post- und Telegrafenamt Rom, bevor er diesen Beruf aufgab und seiner Begabung als Laiendarsteller einer Professionalisierung unterzog, als er sich 1898 dem Ensemble von Ettore Baccani, Giuseppe Brignone und Alfredo Campioni vertraglich anschloss. Ab 1900 gehörte er dem „Stabile de Manzoni“ in Mailand an, bald darauf der Truppe um Ettore Paladini und Bianca Iggius. Fast immer spielte er in dieser Anfangszeit seiner Karriere den Draufgänger, so auch 1904 bis 1907 bei Pier Camillo Tovagliari-Ida Carloni Talli-Giovanni Pezzinga, dann einige Jahre mit Teresa Marinai und ab 1912 im Ensemble von Virginia Reiter und Luigi Carini. Seinen Durchbruch auf der Bühne erzielte er dann 1915 und im Folgejahr, als er mit Ermete Novelli und Lyda Borelli auftrat und neben einigen anderen weiblichen Stars der Zeit brillieren konnte, so neben Olga Vittoria Gentilli und Ada Dondini.
1918 spezialisierte er sich für einige Zeit mit einigen Mitstreitern wie Giuseppe Sichel und Ermenegilda Zucchini Majone auf „Pochaden“, Komödien mit starker Betonung der Liebes- und Eifersuchtsszenen. Dann folgten die Jahre mit eigener Schauspielgruppe, von 1919 bis 1933 (mit der Ausnahme 1921, in dem er Gastspiele wahrnahm). Anschließend stand er neben Antonio Gandusio und Febo Mari, während der Kriegsjahre dann neben Elda Merlini und Sandro Ruddini auf der Bühne. Zu Beginn der 1950er Jahre gehörte er wieder einem festen Haus an, dem Teatro Ateneo in Rom. 1952 folgte ein später Höhepunkt als Amtsdiener Ferapont unter der Regie von Luchino Visconti in Anton Tschechows Die drei Schwestern.
Eher gelegentlich, wenn auch stetig, war Baghetti in Filmen zu sehen. Nach frühem Stummfilmdebüt war er als Charakterdarsteller von 1933 an für knapp vierzig Werke engagiert.
Schauspielerin Tullia Baghetti war seine Frau, Gino Baghetti sein Sohn.

## Filmografie (Auswahl)
- 1916: L’ombra
- 1931: Resurrectio
- 1952: Männer ohne Tränen (La voce del silenzio)
- 1953: Die Sonne in den Augen (Il sole negli occhi)